# Eritrea tại Thế vận hội
Eritrea xuất hiện lần đầu tiên tại Olympic vào năm 2000, khi nước này gửi 3 vận động viên (VĐV) thi đấu môn Điền kinh tới Thế vận hội Mùa hè 2000. Ở Thế vận hội Mùa hè 2004, Zersenay Tadese đã giành tấm huy chương đầu tiên cho đoàn Eritrea khi về thứ ba chung cuộc trên đường chạy 10000 mét dành cho nam. Nước này chưa từng tham gia Thế vận hội Mùa đông.
Ủy ban Olympic quốc gia của Eritrea được thành lập năm 1996 và được Ủy ban Olympic Quốc tế công nhận năm 1999.

## Bảng huy chương

### Huy chương tại các kỳ Thế vận hội Mùa hè
| Thế vận hội         | Số VĐV                                   | Vàng                                     | Bạc                                      | Đồng                                     | Tổng số                                  | Xếp thứ                                  |
| 1896–1952           | không tham dự                            | không tham dự                            | không tham dự                            | không tham dự                            | không tham dự                            | không tham dự                            |
| 1956–1992           | tham gia như một phần của Ethiopia (ETH) | tham gia như một phần của Ethiopia (ETH) | tham gia như một phần của Ethiopia (ETH) | tham gia như một phần của Ethiopia (ETH) | tham gia như một phần của Ethiopia (ETH) | tham gia như một phần của Ethiopia (ETH) |
| Atlanta 1996        | không tham dự                            | không tham dự                            | không tham dự                            | không tham dự                            | không tham dự                            | không tham dự                            |
| Sydney 2000         | 3                                        | 0                                        | 0                                        | 0                                        | 0                                        | –                                        |
| Athens 2004         | 4                                        | 0                                        | 0                                        | 1                                        | 1                                        | 71                                       |
| Bắc Kinh 2008       | 11                                       | 0                                        | 0                                        | 0                                        | 0                                        | –                                        |
| Luân Đôn 2012       | 12                                       | 0                                        | 0                                        | 0                                        | 0                                        | –                                        |
| Rio de Janeiro 2016 | 12                                       | 0                                        | 0                                        | 0                                        | 0                                        | –                                        |
| Tokyo 2020          | chưa diễn ra                             |                                          |                                          |                                          |                                          |                                          |
| Tổng số             | Tổng số                                  | 0                                        | 0                                        | 1                                        | 1                                        | 141                                      |

### Huy chương tại các kỳ Thế vận hội Mùa đông
| Thế vận hội      | Số VĐV        | Vàng | Bạc | Đồng | Tổng số | Xếp thứ |
| 1924–2014        | không tham dự |      |     |      |         |         |
| Pyeongchang 2018 | 1             | 0    | 0   | 0    | 0       | –       |
| Bắc Kinh 2022    | chưa diễn ra  |      |     |      |         |         |
| Tổng số          | Tổng số       | 0    | 0   | 0    | 0       | –       |

### Huy chương theo môn
| Điền kinh | 0 | 0 | 1 | 1 | 96  |
| Tổng số   | 0 | 0 | 1 | 1 | 141 |

## Các VĐV giành huy chương
| Huy chương | Tên VĐV         | Thế vận hội | Môn thi đấu | Nội dung     |
| ---------- | --------------- | ----------- | ----------- | ------------ |
| Đồng       | Zersenay Tadese | Athens 2004 | Điền kinh   | 10000m (nam) |